# 塔拉西夫卡 (津科夫區)
50°14′41″N 34°21′0″E / 50.24472°N 34.35000°E
塔拉西夫卡（烏克蘭語：Тарасівка），是烏克蘭中部的村莊，隸屬波爾塔瓦州的波爾塔瓦區。該村距離博布里夫尼克1公里，始建於1717年，面積6.824平方公里，海拔高度171米，2001年人口1,321。